# Ratonera accionada por pistola

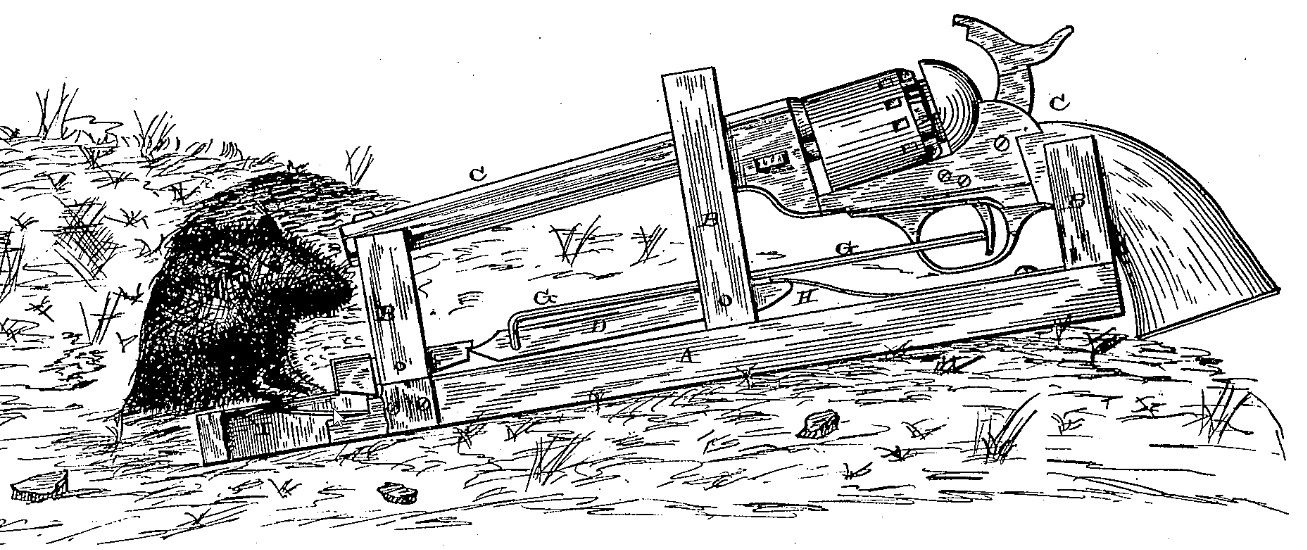
Ratonera accionada por pistola, número de patente de EE. UU. 269766.

La ratonera accionada por pistola es un diseño de ratonera estadounidense de 1882 que incorporó una pistola para despachar a un animal (roedor). El inventor James A. Williams declaró que la trampa no solo era para matar animales, sino que también podría usarse para matar personas que intentaran abrir las ventanas o puertas de una casa.

## Diseño
La ratonera fue diseñada por James A. Williams de Fredonia, condado de Mason, Texas. Williams no presentó un modelo de su trampa con su solicitud presentada en agosto de 1882, sino que proporcionó un dibujo que representaba un ratón acercándose a su invento. Fue patentado con el número 269766 el 26 de diciembre de 1882. Williams describió su invento afirmando que mejoró las trampas para animales. Describió un marco con una pistola o un revólver asegurado a él. Su trampa incluía un resorte, palancas y una varilla para activar el gatillo del arma. Esto daría lugar a la descarga del arma de fuego en el animal cuando el animal pisó un pedal. Fue diseñado para destruir animales que excavan en la tierra.
Williams dijo que la invención también podría usarse en relación con una puerta o ventana, para «matar a cualquier persona o cosa que abra la puerta o ventana a la que está unida». Lo comparó con otros inventos similares que se utilizaron como alarmas antirrobo. Afirmó en su solicitud de patente que otra característica del diseño era que el disparo actuaría como una alarma: cuando se disparara el arma de la trampa, el ruido del disparo notificaría al usuario que la trampa debía reiniciarse.

## Recepción
La Oficina de Patentes y Marcas Registradas de los Estados Unidos ha emitido más de 4400 patentes de trampas para ratones. La ratonera accionada por pistola nunca gozó de gran popularidad, posiblemente porque la gente la consideraba demasiado peligrosa de usar. En 2015, Vox publicó un artículo titulado «7 intentos horribles de construir una ratonera mejor». La ratonera accionada por pistola se presentó como la imagen del artículo principal, y la trampa se incluyó en el número 5 de la lista. En 2012 Business Insider calificó el invento como «... la mejor ratonera de la historia».